# Lata 90. XIX wieku
Lata 90. XIX wieku
Stulecia: XVIII wiek ~ XIX wiek ~ XX wiek
Dziesięciolecia: 1840–1849 « 1850–1859 « 1860–1869 « 1870–1879 « 1880–1889 « 1890–1899 » 1900–1909 » 1910–1919 » 1920–1929 » 1930–1939 » 1940–1949
Lata: 1890 • 1891 • 1892 • 1893 • 1894 • 1895 • 1896 • 1897 • 1898 • 1899

## Wydarzenia

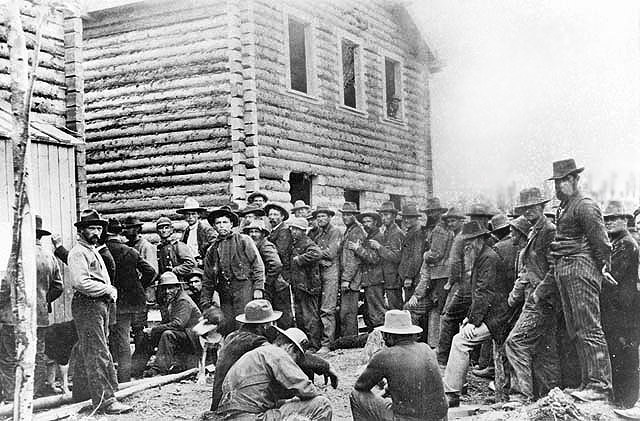
Gorączka złota

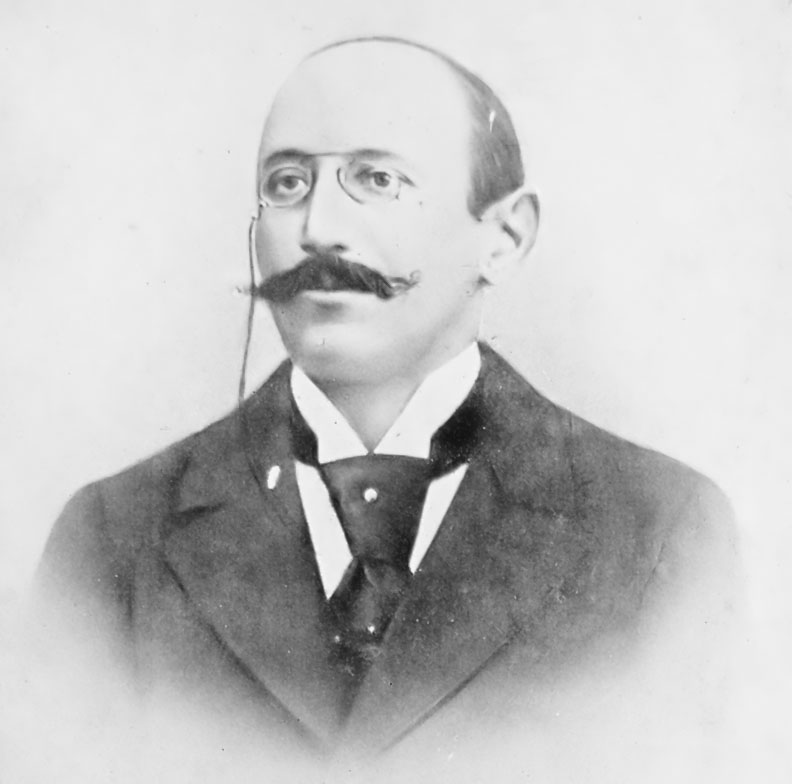
Alfred Dreyfus

- powstanie Polskiej Partii Socjalistycznej
- Powstanie Mahdiego
- W Poznaniu została założona Hakata.
- sprawa Dreyfusa we Francji
- gorączka złota nad Klondike na Alasce
- Masakra nad Wounded Knee
- wynalezienie kinematografu przez Braci Lumière
- Henri Becquerel odkrył zjawisko radioaktywności.
- Wilhelm Röntgen odkrył promieniowanie rentgenowskie.
- Maria Skłodowska-Curie i Pierre Curie odkryli polon i rad.
- Rudolf Diesel wynalazł silnik wysokoprężny.
- Guglielmo Marconi przeprowadził pierwszą publiczną próbę radia.
- James Naismith publikuje reguły gry w koszykówkę.
- Z inicjatywny Pierre de Coubertina, powstaje Międzynarodowy Komitet Olimpijski
- I Letnie igrzyska olimpijskie w Atenach.
- okres realizmu jutlandzkiego w literaturze duńskiej
- Powstanie bokserów

## Osoby

### Polscy politycy i działacze
- Józef Piłsudski
- Wincenty Witos
- Roman Dmowski
- Piotr Ściegienny

### Politycy i władcy zagraniczni
- Aleksander III Romanow
- Mikołaj II Romanow
- Franciszek Józef I
- Wiktoria Hanowerska
- Wilhelm II Hohenzollern
- Otto von Bismarck
- Elżbieta Bawarska

### Filmowcy i muzycy
- Bracia Lumière
- Louis Le Prince
- Feliks Nowowiejski
- Georges Méliès
- James Stuart Blackton
- Bolesław Matuszewski
- Oskar Kolberg
- Antonín Dvořák
- Piotr Czajkowski
- Ignacy Jan Paderewski

### Pisarze
- Henryk Sienkiewicz
- Władysław Reymont
- Stefan Żeromski
- Maria Konopnicka
- Adam Asnyk
- Bolesław Prus
- Bram Stoker
- Robert Louis Stevenson
- Carlo Collodi
- Guy de Maupassant
- Alexandre Dumas (syn)
- Stephen Crane
- Oscar Wilde

### Malarze
- Jan Matejko
- Julian Fałat
- Jacek Malczewski
- Vincent van Gogh
- Juliusz Kossak

### Sportowcy
- John L. Sullivan
- Jim Corbett
- Bob Fitzsimmons
- Jim Jeffries
- Tom Sharkey
- Marvin Hart

### Naukowcy i wynalazcy
- Maria Skłodowska-Curie
- Rudolf Diesel
- Henri Becquerel
- Wilhelm Röntgen
- Guglielmo Marconi
- Thomas Alva Edison
- Ottomar Anschütz
- Max Skladanowsky
- Alexander Graham Bell
- Alfred Nobel

### Pozostali
- Pierre de Coubertin
- Alfred Dreyfus
- James Naismith
- Leon XII
- Michał Drzymała
- Friedrich Engels
- Friedrich Nietzsche